# Sekip (Medan Petisah)
Sekip is een bestuurslaag in het regentschap Medan van de provincie Noord-Sumatra, Indonesië. Sekip telt 7642 inwoners (volkstelling 2010).